# Костел Матері Божої Неустанної Допомоги (Трибухівці)
Костел Різдва Пресвятої Діви Марії в Трибухівцях — римсько-католицька церква в селі Трибухівцях Тернопільської области України. Пам'ятка архітектури місцевого значення.

## Відомості
- 14 серпня 1763 — споруджений та освячений архієпископом Вацлавом Сераковським.
- 1903, 1912—1913, 1922—1923 — збудовано новий мурований філіальний костел (проєкт Тарчаловича; кошти Ф. Городиського, парафіян та Курії), який освятили 25 грудня 1923 року.
- 9 серпня 1933 — засновано парафію.
- 1933—1935 — за кошти місцевих жителів споруджено мурований парафіяльний будинок, який освятив 10 вересня 1936 р. архієпископ Євгеній Базяк.
- 1940-і—1992 — костел закритий.